# Distrito de Uñón

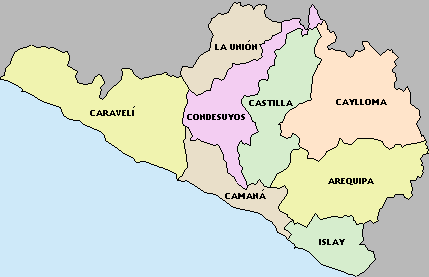
Provincias de Arequipa

El distrito de Uñón es uno de los catorce distritos que conforman la provincia de Castilla en el departamento de Arequipa, bajo la administración del Gobierno regional de Arequipa, en el sur del Perú.
Desde el punto de vista jerárquico de la Iglesia católica forma parte de la Prelatura de Chuquibamba en la arquidiócesis de Arequipa.

## Historia
El distrito fue creado mediante Ley n.º 14142 del 18 de junio de 1962, durante el segundo gobierno del Presidente Manuel Prado Ugarteche.

## Geografía
Forma parte de la comarca de Castilla Media, ubicada entre los 2 000 y los 3000 m s. n. m. y caracterizada por una geografía accidentada con terrenos aprovechables para la agricultura, formados por valles semi-planos creados por el violento declive de la cordillera de los Andes y la erosión de los ríos. En los valles interandinos se aprecian terrazas, andenerías, con vertientes de agua que dan inicio a ríos, lugares que cuentan con llanuras de corta extensión adecuadas para la agricultura y ganadería, regadas por las aguas de los deshielos del nevado Coropuna.

## Centros poblados
Centros poblados:
- Uñón
- Santuario de Uñon
- Santa María
- Piraucho

## Autoridades

### Municipales
- 2019 - 2022[5]
  - Alcalde: Gregorio Delfín Dávila Amézquita, de Arequipa Renace.
  - Regidores:

  1. Edgar Loreto Velarde Sánchez (Arequipa Renace)
  2. Isidro Renée Durand Amézquita (Arequipa Renace)
  3. Ángela Teresa Quijahuamán Aucahuaqui (Arequipa Renace)
  4. Segundina Mollocahuana de Quijahuamán (Arequipa Renace)
  5. Lorenzo Rufino Llamosas Amezquita (Acción Popular)

Alcaldes anteriores
- 2011-2014:[6] Fredy Leonidas Llamosas Amézquita, del Movimiento Independiente Castilla Avanza (CA).
- 2007-2010: Elard Percy Amésquita Silva.

## Festividades
- Virgen del Rosario.